# Klášterec nad Orlicí
Klášterec nad Orlicí település Csehországban, az Ústí nad Orlicí-i járásban. Klášterec nad Orlicí České Petrovice, Líšnice, Kunvald, Pastviny, Bartošovice v Orlických horách és Międzylesie településekkel határos. Lakosainak száma 904 fő (2024. január 1.).

## Népesség
A település lakosságának változását az alábbi diagram mutatja:
| Lakosok száma | 1594 | 1701 | 1414 | 923  | 803  | 845  | 884  | 895  | 888  | 904  |
|               | 1869 | 1900 | 1921 | 1961 | 1980 | 2011 | 2016 | 2019 | 2021 | 2024 |